# Окан Јалабик
Okan Jalabik (тур. Okan Yalabık) je turski glumac rođen u Istanbulu, 13. decembra 1978. godine. Ostao je upamćen po ulozi Ibrahim-paše Pargalije u popularnoj seriji „Sulejman Veličanstveni“ (тур. Muhteşem Yüzyıl).

## Spoljašnje veze
- Okan Jalabik na sajtu  (jezik: engleski)